# 道格·弗兰奇
道格·弗兰奇（Doug French/Douglas French），出生年月不详，米塞斯研究院现任主席，撰写过《货币供应量的增加&早期投机性泡沫》（ Early Speculative Bubbles & Increases in the Money 
Supply）一书。他在内华达大学拉斯维加斯分校获得了经济学硕士学位，当时他的论文委员会里有穆瑞·罗斯巴德和汉斯-赫尔曼·霍普教授。目前弗兰奇在米塞斯学院教书。